# Aglaojoppa victoriae
Aglaojoppa victoriae là một loài tò vò trong họ Ichneumonidae.